# Clematis hancockiana
Clematis hancockiana är en ranunkelväxtart som beskrevs av Carl Maximowicz. Clematis hancockiana ingår i släktet klematisar, och familjen ranunkelväxter. Inga underarter finns listade i Catalogue of Life.